# Wasilij Mitrofanow
Wasilij Andriejewicz Mitrofanow (ros. Василий Андреевич Митрофанов, ur. 17 stycznia?/29 stycznia 1899 we wsi Pietrakowo w obwodzie włodzimierskim, zm. 25 sierpnia 1970 w Moskwie) – radziecki wojskowy, generał porucznik wojsk pancernych, Bohater Związku Radzieckiego (1945).

## Życiorys
Dzieciństwo i młodość spędził we Włodzimierzu i Riazaniu, gdzie w 1917 ukończył gimnazjum, we wrześniu 1918 ochotniczo wstąpił do Armii Czerwonej. Brał udział w wojnie domowej w Rosji na Froncie Południowym i w likwidacji powstań antykomunistycznych w guberni tambowskiej i astrachańskiej, był ranny. W 1924 ukończył szkołę piechoty i został dowódcą plutonu, służył w Turkiestanie, brał udział w walce z basmaczami, od 1926 należał do WKP(b), 1931-1933 był szefem sztabu pułku. W 1937 ukończył Wojskową Akademię Mechanizacji i Motoryzacji Armii Czerwonej im. Stalina, pracował w sztabie korpusu zmechanizowanego Białoruskiego Specjalnego Okręgu Wojskowego, we wrześniu 1939 uczestniczył w zajmowaniu przez ZSRR Zachodniej Białorusi, czyli napaści ZSRR na Polskę, w 1941 ukończył Wojskową Akademię Sztabu Generalnego. Podczas wojny z Niemcami walczył na Froncie Leningradzkim, Zachodnim i Woroneskim m.in. jako szef sztabu i p.o. dowódcy korpusu pancernego, od maja 1943 szef sztabu 3 Armii Pancernej Gwardii, od maja 1944 do stycznia 1945 zastępca dowódcy 3 Armii Pancernej Gwardii i od stycznia 1945 do końca wojny dowódca 6 Korpusu Pancernego Gwardii 3 Armii Pancernej Gwardii 1 Frontu Ukraińskiego, brał udział m.in. w bitwie o Dniepr, operacji kijowskiej, żytomiersko-berdyczowskiej, proskurowsko-czerniowieckiej, wiślańsko-odrzańskiej, sandomiersko-śląskiej i berlińskiej. Po wojnie był dowódcą korpusu i zastępcą dowódcy 3 Armii Pancernej Gwardii w Centralnej Grupie Wojsk w Austrii, później dowódcą dywizji w Grupie Wojsk Radzieckich w Niemczech, 1953−1954 szefem Zarządu Przysposobienia Bojowego Wojsk Pancernych i Zmechanizowanych Armii Radzieckiej, potem szefem jednego z departamentów Ministerstwa Obrony ZSRR, a od czerwca 1956 do marca 1959 starszym doradcą wojskowym w armii NRD, następnie zakończył służbę wojskową. Został pochowany na 
Cmentarzu Nowodziewiczym.

## Ordery i odznaczenia
- Złota Gwiazda Bohatera Związku Radzieckiego (29 maja 1945)
- Order Lenina (trzykrotnie)
- Order Czerwonego Sztandaru (czterokrotnie)
- Order Suworowa I klasy
- Order Suworowa II klasy
- Order Bohdana Chmielnickiego II klasy
- Order Krzyża Grunwaldu (Polska Ludowa)
- Order Virtuti Militari (Polska Ludowa)
- Krzyż Wojenny Czechosłowacki 1939 (Czechosłowacja)
- Medal Zwycięstwa i Wolności 1945 (Polska Ludowa)
- Medal za Odrę, Nysę, Bałtyk (Polska Ludowa)

I inne.